# جودي لويس
جودي لويس (بالإنجليزية: Judy Lewis)‏ (و. 1935 – 2011 م) هي ممثلة، وكاتبة سيناريو، ومؤلفة، ومعالجة نفسية، وكاتِبة، وممثلة تلفزيونية أمريكية، ولدت في لوس أنجلوس، توفيت عن عمر يناهز 76 عاماً، بسبب سرطان.

## وصلات خارجية
- جودي لويس على موقع IMDb (الإنجليزية)
- جودي لويس على موقع قاعدة بيانات برودواي على الإنترنت (الإنجليزية)
- جودي لويس على موقع قاعدة بيانات الفيلم (الإنجليزية)

- جودي لويس في قاعدة بيانات الأفلام على الإنترنت